# Friedrich von Wieser
Friedrich von Wieser (ur. 10 lipca 1851, zm. 22 lipca 1926) – ekonomista zaliczany w poczet szkoły austriackiej i niekiedy szkoły lozańskiej.

## Życiorys

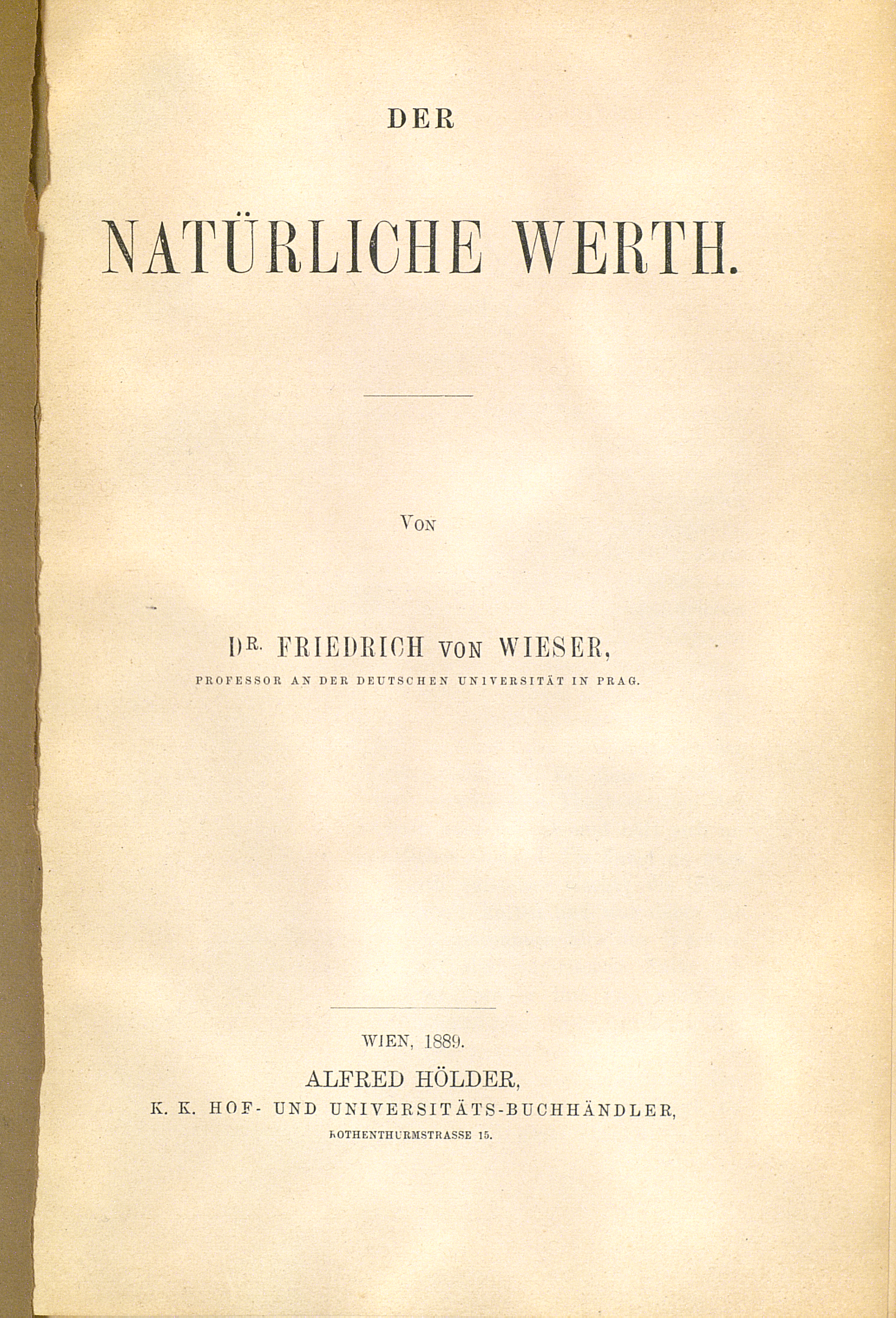
Naturliche Werth, 1889

Urodził się w Wiedniu jako syn wysokiego urzędnika ministerstwa wojny, generała armii austriackiej i barona. Studiował w Niemczech i na Uniwersytecie Wiedeńskim, gdzie wraz z Eugenem von Böhm-Bawerkiem uczęszczał na wykłady Carla Mengera, który przechodząc na emeryturę w roku 1903 przekazał mu katedrę ekonomii politycznej. Wcześniej, od 1884 roku, był tam profesorem nadzwyczajnym.
Jego książka, pt. „Theorie der gesellschaftlichen Wirtschaft” (ang. wyd. pt. „Social economics”), opublikowana w 1914 roku, i kontynuująca tradycję subiektywistyczną Carla Mengera, pełniła rolę podręcznika na uczelni.
Do studentów Wiesera należeli Ludwig von Mises i Joseph Schumpeter. Inny jego student, Friedrich August von Hayek, za osobistą rekomendacją nauczyciela rozpoczął współpracę akademicką z Ludwigiem von Misesem i w pewnym stopniu porzucił podzielane przez Wiesera poglądy o słuszności niektórych państwowych interwencji. Noblista równocześnie podkreślał istotność faktu, że Mises nie był jego pierwszym nauczycielem, co pozwoliło mu twórczo czerpać z obydwu gałęzi szkoły austriackiej.
Friedrich von Wieser był szwagrem Böhm-Bawerka. W 1917 r. został austriackim ministrem finansów.
Po odejściu na emeryturę na swoje płatne stanowisko profesorskie rekomendował Hansa Mayera.
Jego hobby, podobnie jak hobby jego przyjaciela – Eugena von Böhm-Bawerka, była wspinaczka górska.

## Proweniencja ekonomicznych poglądów
Joseph Schumpeter podkreślał nietuzinkowość myśli Wiesera twierdząc: Prawie nie ma innego autora, który zawdzięczałby tak mało innym autorom jak Wieser, zasadniczo nikomu poza Mengerem – w wyniku czego przez długi czas wielu kolegów ekonomistów nie wiedziało, co zrobić z pracą Wiesera.
Jesús Huerta de Soto określił Friedrich von Wiesera najprawdopodobniej najbardziej eklektycznym ekonomistą wśród członków drugiego pokolenia austriackiej szkoły ekonomii.
Natomiast Ludwig von Mises, deprecjonując twórczość Austriaka, twierdził, że poglądy Wiesera były najbliższe neoklasycznemu paradygmatowi szkoły lozańskiej: Wieser nie był twórczym myślicielem, był generalnie bardziej szkodliwy niż użyteczny. Nigdy tak naprawdę nie rozumiał sedna idei subiektywizmu szkoły austriackiej, i ograniczenie to stało się powodem wielu niefortunnych błędów. Jego teoria imputacji była nie do utrzymania. Jego pomysły dotyczące kalkulacji wartości potwierdzają wniosek, że nie mógł być nazwany członkiem szkoły austriackiej, lecz raczej szkoły lozańskiej (Léon Walras et al. oraz koncepcja ekonomicznej równowagi).

## Wkład w rozwój ekonomii
Ważnym wkładem Wiesera w rozwój myśli ekonomicznej było wykazanie wpływu wartości dóbr konsumpcyjnych na ceny czynników produkcji. Opisywany przezeń proces nosi miano imputacji. W przeciwieństwie do ekonomistów klasycznych, utrzymywał iż jedynym czynnikiem wpływającym na cenę czynników produkcji jest użyteczność krańcowa.
Ludwig von Mises w swoim opus magnum, w „Ludzkim Działaniu”, zauważa, że przyjmując laborystyczną teorię wartości niedostrzegalny jest problem braku możliwości kalkulacji ekonomicznej w socjalizmie. Uważa, że część ekonomistów aprobujących dorobek rewolucji marginalistycznej popełniła błąd nie wyciągając konsekwencji z tego odkrycia i nie dostrzegając problemu kalkulacyjnego. Twierdzi on, że to Friedrich von Wieser spostrzegł, iż ekonomiści, często nieświadomie, zajmują się komunistyczną teorią wartości nie poświęcając uwagi analizie teorii wartości w obecnym im społeczeństwie, co ma kardynalne reperkusje.
Friedrich von Wieser jako pierwszy zaczął używać sformułowania „użyteczność krańcowa” (Grenznutzen: Grenze – granica, Nutzen – użyteczność) i „planowanie gospodarcze”. Pisał o korzyściach płynących z centralnego planowania.
W 1876 roku rozwinął mengerowską subiektywną koncepcję kosztu alternatywnego, rozumianego jako subiektywna wartość przypisywana porzucanemu celowi. Uważa się go za twórcę terminu „koszt alternatywny”.
Wieser, będąc zwolennikiem metodologii austriackiej, skrytykował panfizykalizm Schumpetera i chęć przenoszenia aparatu nauk przyrodniczych do nauk społecznych („scjentyzm”, według terminologii Hayeka). Był zwolennikiem modeli równowagowych. Jednak zaznaczał, że zależności funkcyjne są jednoczesne, a więc ignorują czas (związek przyczynowo-skutkowy) oraz wpływ przedsiębiorczej innowacyjności. Co bardzo charakterystyczne, nieustępliwie podkreślał wpływ twórczych jednostek na proces gospodarczy.

## Poglądy polityczne
Erich Streissler tak opisywał poglądy polityczne Wiesera:
Przede wszystkim będąc katolikiem-konserwatystą, był interwencjonistycznym liberałem o silnie nacjonalistycznym zabarwieniu, mając również wyraźne uprzedzenia rasowe i mimo wszystko doceniał Marxa oraz stosował retorykę społeczno-rewolucyjną. Przede wszystkim jednak był etatystą, który wierzył w mądrość machiny państwowej zarządzanej przez mądrych biurokratów (wywodzących się z jego własnej kasty).
Pod koniec życia Friedrich von Wieser żywił predylekcje do niemieckiego ruch narodowo-socjalistycznego.